# Walsura trichostemon
Walsura trichostemon är en tvåhjärtbladig växtart som beskrevs av Friedrich Anton Wilhelm Miquel. Walsura trichostemon ingår i släktet Walsura och familjen Meliaceae. Inga underarter finns listade i Catalogue of Life.